# HB (band)
HB is een Finse christelijk-symfonische-metalband.

## Geschiedenis
HB ontstond in 2002 in het Finse Forssa. De band maakte zeven albums.
De letters HB zouden willekeurig zijn gekozen en niet echt iets betekenen, maar er wordt wel de betekenis Holy Bible (Heilige Schrift) aan gegeven.
Ze speelden hun laatste optreden op Christmas Rock Night in Duitsland in 2016.

## Leden
- Johanna Kultalahti (Aaltonen) - zang
- Antti Niskala - keyboard
- Markus Malin - drum
- Tuomas Kannisto - bas

## Discografie

### Albums
- 2004 - Uskon Puolesta
- 2006 - Enne
- 2008 - Frozen Inside
- 2008 - Piikki lihassa
- 2010 - Pääkallonpaikka
- 2010 - Jesus Metal Explosion
- 2011 - Battle of God

Het tweede album, Enne, stond vier weken in de officiële Finse Top 40, met als hoogtepunt nummer 27, de Engelse vertaling van Enne, Frozen inside, stond op nummer 15 in de Finse Top 40 en Pääkallonpaikka bracht het tot plaats 5.